# 東京都立日野台高等学校
東京都立日野台高等学校（とうきょうとりつ ひのだいこうとうがっこう）は、東京都日野市大坂上四丁目にある全日制普通科の都立高等学校。通称は「日野台（ひのだい）」、「L高（えるこう）」。
耐震補強工事が2014年より開始され、仮設校舎を使用しての授業が行われていたが、2018年に完了し新校舎での授業が開始された。

## 概要
多摩西部の中堅都立高校で、国公立大や難関私大を主眼とした進学指導が実施されている。教育目標は「叡智・情操・健康」。東京都教育委員会より「進学指導推進校」に指定されている。文武両道の精神を重んじており、進学に重点を置いた綿密な授業が行われる一方で部活動や学校行事も盛んな校風である。

### 学校全体の目標・方針
- 夢の実現に向けて努力する生徒が集い、新たな伝統を創造し、夢が叶えられる学校。
- 知性を磨き、思想を培い、感受性を高め、心身を鍛えることができる学校。
- 学力の向上と学校行や部活動に積極的に取り組み、高いレベルでの達成をめざす学校。
- フェアな精神や人権尊重の精神を身に付けることができる学校。
- 生徒・保護者・教職員および地域の人々が誇りにできる学校。

## 設置課程
- 全日制課程
  - 普通科

## 沿革
- 1979年 - 設立。
- 1980年 - 開校。神鋼電機（現：シンフォニア テクノロジー）東京工場の跡地に、隣にある日野市立大坂上中学校と一緒に建てられた[1]。
- 1982年 - グループ合同選抜制度導入。71グループに編成される。
- 1994年 - 単独選抜となる。
- 1999年 - 創立20周年。記念式典を開催。
- 2007年 - 都教育委員会より「進学指導推進校」に指定。
- 2013年 - 海外帰国生徒・在京外国人生徒の募集開始。
- 2014年 - 校舎の耐震性を強化する大規模改修工事開始。工事中は校庭に仮設のプレハブ校舎を設置し授業を行う。
- 2016年 - 体育館の改修工事が竣工。
- 2018年 - 大規模改修工事完了。
- 2021年 - 体育館空調設備設営工事完了。

## 授業
平日の授業に併せて平成21年度からは土曜授業も行われている。授業時間は平日・土日も全て同じ50分で1日の授業数は6コマが基本。英語や数学など一部の教科では習熟度別少人数授業も行われている。芸術（美術・音楽・書道）は1年次に選択科目として設置されている。3年次は大学進学を前提として、半分以上の授業が選択科目となっている。

## 学校行事
- 5月 遠足
- 6月 合唱祭[2] - 合唱はアカペラ。コーラス部の演奏などもある。
- 9月 常磐樹祭 - この時期に行われる行事の総称。文化祭、体育祭、後夜祭などがある。
  - 文化祭(公開) - 常磐樹祭のメインイベントで来場者は毎年3000人ほど。3年次は全クラス演劇に取り組むのが伝統。
  - 体育祭(非公開) - 団対抗形式で行われる。
- 2月 マラソン大会 - 立川市・昭島市にある昭和記念公園で開催される。

## 委員会
- 生徒会執行部
- 代議委員会
- 審査委員会
- 美化委員会
- 広報委員会
- 保健委員会
- 体育委員会
- 図書委員会
- 合唱祭実行委員会
- 文化祭実行委員会
- 後夜祭実行委員会

## 部活動

### 運動部
- サッカー部
- 硬式野球部
- バドミントン部
- 卓球部
- ハンドボール部
- 男子硬式テニス部
- 女子硬式テニス部
- 男子バスケットボール部
- 女子バスケットボール部
- 陸上競技部
- 剣道部
- 水泳部
- ソフトボール部
- 男子バレーボール部
- 女子バレーボール部
- バトン部

### 文化部
- 吹奏楽部
- 文芸部
- 写真部
- コーラス部
- 茶道部
- 美術部
- 生物部
- 演劇部
- 家庭部
- 将棋部
- 軽音楽同好会
- 外国語同好会

## 所在地
〒191-0061
東京都日野市大坂上4-16-1

## 交通
出典 : 
電車
| 路線名   | 最寄り駅 | 徒歩所要時間 |
| -------- | -------- | ------------ |
| JR中央線 | 日野駅   | 15分         |
| JR中央線 | 豊田駅   | 20分         |

バス
| 乗車駅     | 系統       | 下車停留所                | 運行事業者    |
| ---------- | ---------- | ------------------------- | ------------- |
| 八王子駅   | 日50・八58 | 「日野自動車前」、徒歩4分 | ■京王電鉄バス |
| 豊田駅     | 日05       | 「日野自動車前」、徒歩4分 | ■京王電鉄バス |
| 高幡不動駅 | 日02       | 「日野市役所」、徒歩15分  | ■京王電鉄バス |

## 著名な出身者
- 上ちゃん - マキシマム・ザ・ホルモンのベース担当
- 岡田洋子 - テレビ朝日アナウンサー
- 前田克樹 - 作曲家
- 新井辰也 - 元プロサッカー選手
- 菅谷太一 - ハウスリンクマネジメント社長
- 都倉悠太 - NHKアナウンサー

## ゆるキャラ
本校には「バティくん」という名のゆるキャラがいる。これは美術部が作成したもので名前の由来は学校のモットーである自由を意味する英語、libertyから。「日野台魂」の「台魂」の部分と掛けて大根をモチーフにしている。